# 胡平 (政治人物)
胡平（1930年7月1日—2020年8月4日），男，汉族，浙江嘉兴人，中华人民共和国政治人物。曾任中华人民共和国商业部部长、福建省人民政府省长等职。

## 生平
胡平毕业于苏州工业专科学校纺织专业。1948年至1949年，在苏北泰州分区干校学习，任中国新民主主义青年团常州地委干事，随后担任华东南下干部纵队苏南分队队员。
1949年10月中华人民共和国成立后，他担任福建省厦门市军管会文书，厦门支前司令部中国人民解放军第二十九军船管团书记、人事股副股长，中共厦门市委办公室秘书、副主任等职位。1950年3月加入中国共产党。1955年至1962年，任中共福建省委工业部办公室组长，中共福建省委工交部办公室副主任、干部处副处长、教育处副处长。1962年至1967年，任福建省计划委员会综合处副处长，福建省人民委员会办公厅办公室副主任。1967年至1970年，任福建省军管会生产指挥部综合办公室负责人。1974年，担任福建省计委副主任。1982年，任中共福建省委副书记、福建省代理省长、福建省省长。1987年，担任国家经委副主任、党组副书记。次年，担任中华人民共和国商业部部长、党组书记兼全国供销合作总社理事会主任。1993年3月至1995年12月，任国务院特区办公室主任。1996年3月、1998年3月分别增选、当选为政协第八届、九届全国委员会常务委员。2003年12月离休。
从领导岗位退下来之后，曾担任中国商业文化研究会会长、中国企业文化研究会理事长、中国商业联合会顾问等职务。
2020年8月4日在北京逝世。